# پالچیق اوبا
پالچیق اوبا (به لاتین: Palçıqoba) یک منطقه مسکونی در جمهوری آذربایجان است که در شهرستان خاچماز واقع شده‌است. پالچیق اوبا ۱۵۲۴ نفر جمعیت دارد.